# Ферровольфрам
Ферровольфрам — сплав железа и вольфрама (ферросплав), используемый в чёрной металлургии для легирования стали и сплавов.

## Состав
Ферровольфрам содержит 65-80 % вольфрама, до 7 % молибдена, примеси кремния, углерода, серы, фосфора и других элементов. Химический состав некоторых марок ферровольфрама по ГОСТ 17293-93
(частично соответствует международному стандарту ISO 5450:1980) представлен в таблице.
| Марка   | Массовая доля, % | Массовая доля, % | Массовая доля, % | Массовая доля, % | Массовая доля, % | Массовая доля, % | Массовая доля, % | Массовая доля, % | Массовая доля, % | Массовая доля, % | Массовая доля, % | Массовая доля, % | Массовая доля, % | Массовая доля, % |
| ------- | ---------------- | ---------------- | ---------------- | ---------------- | ---------------- | ---------------- | ---------------- | ---------------- | ---------------- | ---------------- | ---------------- | ---------------- | ---------------- | ---------------- |
| Марка   | W, не менее      | Mo               | Mn               | Si               | C                | P                | S                | Cu               | As               | Sn               | Al               | Pb               | Bi               | Sb               |
| Марка   | W, не менее      | не более         |                  |                  |                  |                  |                  |                  |                  |                  |                  |                  |                  |                  |
| ФВ80(a) | 80               | 6,0              | 0,2              | 0,8              | 0,10             | 0,03             | 0,02             | 0,10             | 0,04             | 0,04             | 3,0              | 0,01             | 0,01             | 0,01             |
| ФВ75(a) | 75               | 7,0              | 0,2              | 1,1              | 0,15             | 0,04             | 0,04             | 0,20             | 0,05             | 0,05             | 5,0              | -                | -                | -                |
| ФВ70(a) | 70               | 7,0              | 0,3              | 2                | 0,2              | 0,06             | 0,06             | 0,30             | 0,06             | 0,08             | 6,0              | -                | -                | -                |
| ФВ72    | 72               | 1,0              | 0,4              | 0,5              | 0,3              | 0,04             | 0,08             | 0,15             | 0,04             | 0,08             | -                | 0,02             | 0,02             | 0,02             |
| ФВ70    | 70               | 2,0              | 0,5              | 0,8              | 0,5              | 0,06             | 0,10             | 0,20             | 0,05             | 0,10             | -                | -                | -                | -                |
| ФВ65    | 65               | 6,0              | 0,6              | 1,2              | 0,7              | 0,10             | 0,15             | 0,30             | 0,08             | 0,20             | -                | -                | -                | -                |

Сплав имеет многофазную структуру и может содержать фазу чистого вольфрама, интерметаллид Fe7W6 и твёрдый раствор железа в вольфраме.

## Получение

### Исходные материалы
Основные минералы вольфрама, имеющие промышленное значение — ферберит FeWO4, гюбнерит MnWO4, вольфрамит (Fe,Mn)WO4 и шеелит CaWO44. Руды вольфрама обычно содержат 0,2-0,5 % WO3, часто в них присутствуют минералы молибдена, олова, меди, мышьяка и других элементов. Обогащают руды различными гравитационными методами — отсадкой, концентрацией на столах и в шлюзах. Получаемые концентраты обычно содержат 55-65 % WO3. Высокожелезистые руды могут подвергаться дополнительному обогащению в магнитных сепараторах; для отделения шеелита, сульфидов, доводки концентратов применяют флотацию и электростатическую сепарацию. Шеелитовые руды обогащают флотацией в жирных кислотах (олеиновая кислота, олеат натрия, жидкое мыло) с использованием в качестве вспенивателя соснового масла или креозола.

### Электротермия ферровольфрама
Оксиды вольфрама могут быть восстановлены углеродом, кремнием или алюминием:
{\displaystyle {\frac {2}{3}}\mathrm {WO} _{3}+2\mathrm {C} ={\frac {2}{3}}\mathrm {W} +2\mathrm {CO} };
{\displaystyle {\frac {2}{3}}\mathrm {WO} _{3}+\mathrm {Si} ={\frac {2}{3}}\mathrm {W} +\mathrm {SiO} _{2}};
{\displaystyle {\frac {2}{3}}\mathrm {WO} _{3}+{\frac {4}{3}}\mathrm {Al} ={\frac {2}{3}}\mathrm {W} +{\frac {2}{3}}\mathrm {Al} _{2}\mathrm {O} _{3}};
Если на первой стадии процесса восстанавливать вольфрам углеродом, а на второй — доизвлекать металл из шлака кремнием, может быть получен сплав с низким содержанием углерода при высоком извлечении вольфрама.
Выплавку ферровольфрама, как тугоплавкого сплава, ведут «на блок» или с вычерпыванием из печи металла в «тестообразном» состоянии. Так, на ЧЭМК был разработан углесиликотермический способ выплавки ферровольфрама с вычерпыванием сплава. Используют рудовосстановительные печи мощностью 2,5-5,0 МВА, с футеровкой из магнезитового кирпича (в ходе плавки образуется металлический гарнисаж). Исходные материалы для плавки — вольфрамовый концентрат, нефтяной и пековый коксы, гранулированный ферросилиций, стальная стружка, вольфрамсодержащий шлак. Основной восстановитель — углерод кокса, связывает 60 % кислорода, остальной кислород связывается кремнием ферросилиция. Стальная стружка снижает содержание вольфрама в сплаве до заданного, уменьшает вязкость сплава.
Плавку ведут непрерывно, циклами, на подине всегда имеется слой металла. Цикл плавки начинается с заправки ванны полужидким металлом и твёрдыми отходами дробления готового сплава; одновременно перепускают электроды. Основное время цикла по характеру протекающих процессов и выполняемых операций можно условно разделить на три периода. В первом периоде происходит проплавление шихты и рафинирование металла предыдущего цикла от кремния, углерода и марганца за счёт окисления этих примесей кислородом концентрата. Второй период — вычерпывание из печи кондиционного по содержанию примесей сплава стальными ложками с помощью специальной машины; при этом продолжают загрузку остатков концентрата небольшими порциями. Третий период — довосстановление WO3 из шлака кремнием ферросилиция, одновременно восстанавливаются и переходят в сплав марганец и железо; кроме того, растёт содержание в сплаве кремния и углерода. После получения шлака с содержанием WO3 ниже 0,25 % его выдерживают в печи 10-15 минут и выпускают.
Основную долю себестоимости ферровольфрама составляет стоимость концентратов (96-98 %), поэтому на меры по снижению потерь вольфрама обращают особое внимание. Отходящие из печи газы подвергают очистке от пыли в батарейных циклонах и электрофильтрах. Пыль батарейных циклонов брикетируют и возвращают на плавку, пыль электрофильтров переплавляют в отдельной электропечи, с получением сплава с высоким содержанием свинца, висмута и олова и богатого по WO3 шлака. Сплав отправляют на переработку на заводы цветной металлургии, шлак возвращают в печь для выплавки ферровольфрама.
В некоторых случаях ферровольфрам выплавляют по двухстадийной схеме — восстановление WO3 и FeO углеродом в одной печи и рафинирование получаемого сплава — окисление примесей кислородом вольфрамового концентрата и железной руды — во второй печи.

### Алюминотермия ферровольфрама
Ферровольфрам и лигатуры вольфрама с хромом или никелем могут быть получены алюминотермическим способом. Тепла, выделяющегося при восстановлении триоксида вольфрама и оксидов примесей алюминием, недостаточно для нормального протекания плавки, поэтому процесс ведут в электропечи.
По одному из вариантов процесса в состав шихты входят шеелитовый концентрат, порошок алюминия, железная обсечка, железная окалина и известь, а также корки шлака, металлические отходы предыдущих плавок, уловленная пыль. Шихту перед плавкой брикетируют. Плавку начинают с подачи на подину некоторого количества брикетов, зажигание их производят запальной смесью из железной окалины и алюминиевого порошка. После образования расплава опускают электроды, набирают электрическую нагрузку и начинают загрузку шихты. После проплавления всей шихты довосстанавливают шлак алюминиевой крупкой, выдерживают его в печи и выпускают. В печи остаётся слиток ферровольфрама и слой сплава с повышенным содержанием молибдена, кремния и алюминия, сплав переплавляют и рафинируют смесью железной руды и извести.

## Применение
Ферровольфрам используется в чёрной металлургии для легирования стали и сплавов. Вольфрам входит в состав быстрорежущих, жаропрочных, магнитных, некоторых конструкционных сталей, он увеличивает временное сопротивление разрыву и предел текучести стали, повышает её прочность и твёрдость при высоких температурах, увеличивает интенсивность намагничивания и улучшает коэрцитивные свойства магнитных сталей.